# Sociedade Kaiser Wilhelm

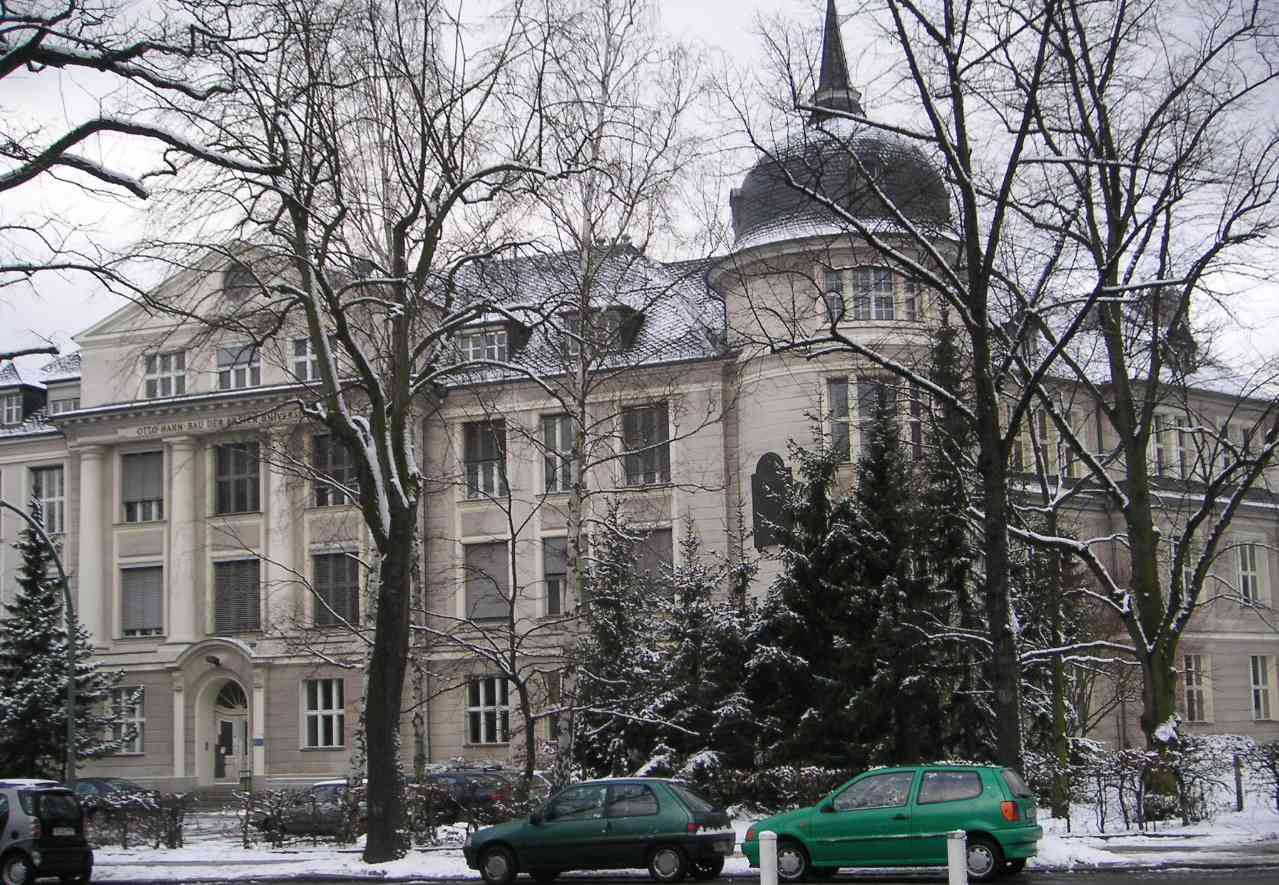
Instituto Kaiser Wilhelm de Química (atualmente: Prédio Otto Hahn da Universidade Livre de Berlim)

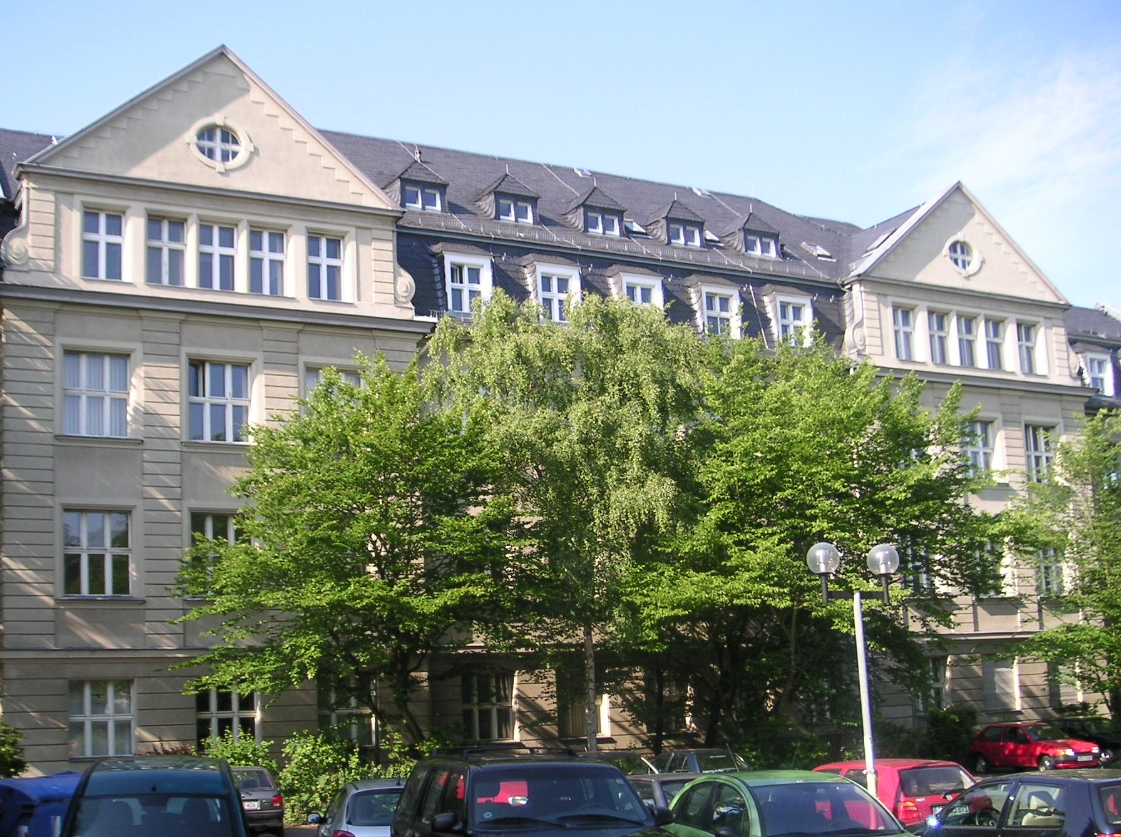
Instituto Kaiser Wilhelm de Biologia (atualmente: Universidade Livre de Berlim

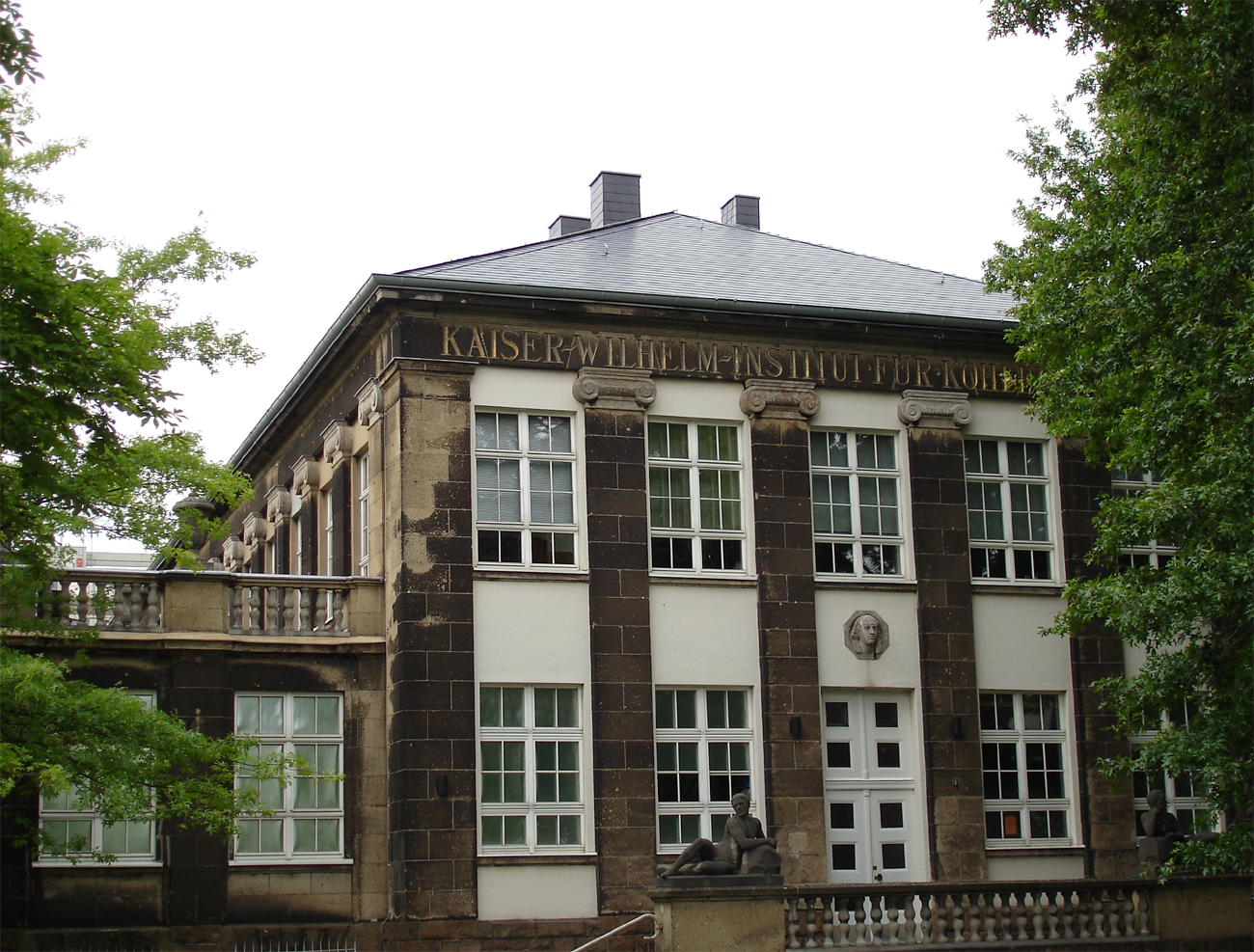
Instituto Kaiser Wilhelm para Pesquisas com Carvão (atualmente: Instituto Max Planck para Pesquisas com Carvão)

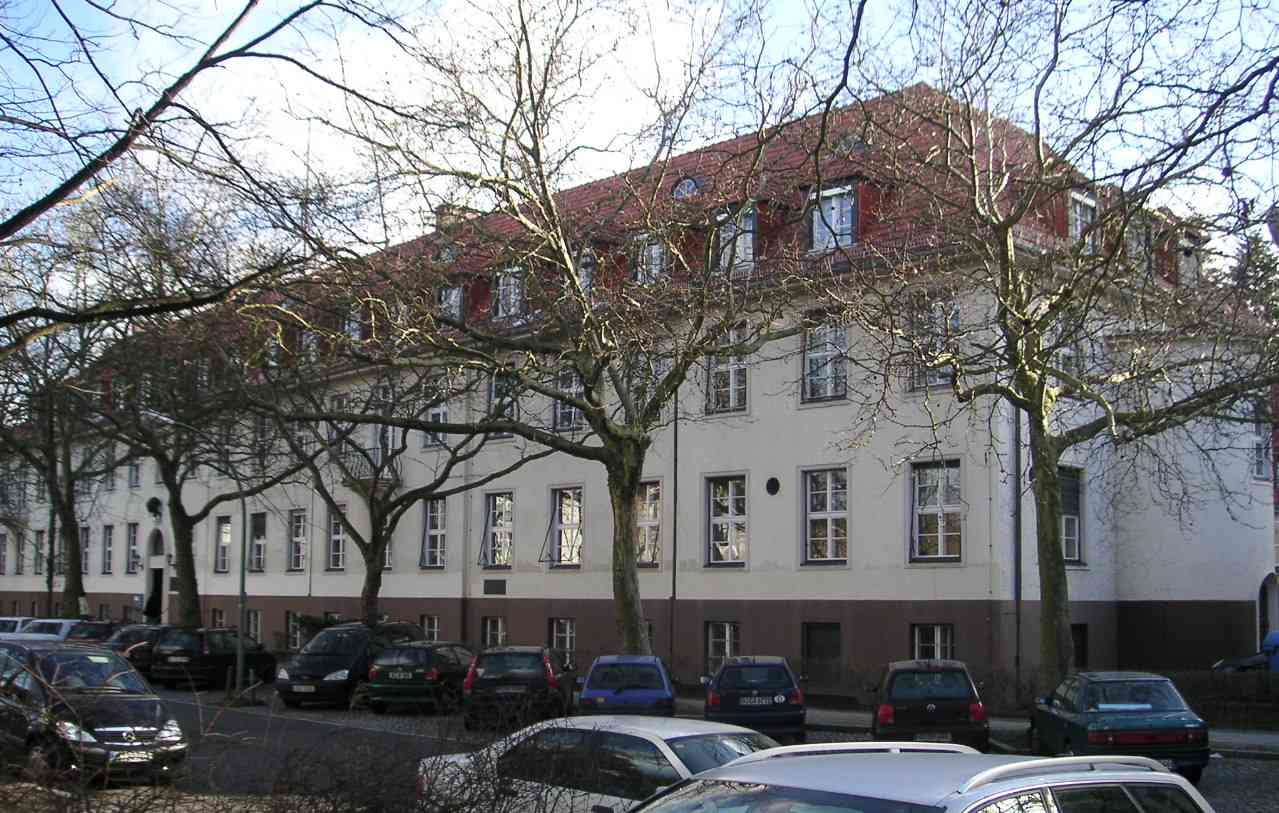
Instituto Kaiser Wilhelm de Antropologia, Hereditariedade Humana e Eugenia (atualmente: Instituto Otto Suhr da Universidade Livre de Berlim)

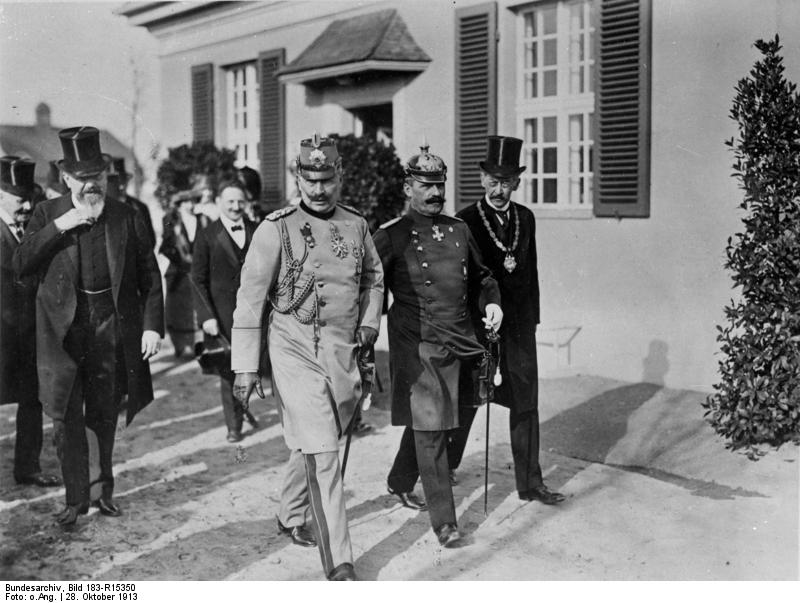
Inauguração do Instituto Kaiser Wilhelm em Berlin Dahlem, 1913. A partir da esquerda: Adolf von Harnack, Carl Neuberg, Guilherme II., médico general von Ilberg e August von Trott zu Solz

A Sociedade Kaiser Wilhelm (em alemão:  Kaiser-Wilhelm-Gesellschaft zur Förderung der Wissenschaften e.V. - KWG) foi até o final da Segunda Guerra Mundial a mantenedora dos Institutos Kaiser Wilhelm (em alemão:  Kaiser-Wilhelm-Institute - KWI), consolidadas instituições de pesquisa devotadas a pesquisas básicas na Alemanha. 
A KWG estava localizada em Berlim. Após a Segunda Guerra Mundial seus institutos foram paulatinamente encampados pela recém fundada Sociedade Max Planck. O desmembramento definitivo da KWG ocorreu em 21 de junho de 1960. Os membros científicos da KWG são referenciados na Lista dos Cientistas Associados da Sociedade Kaiser Wilhelm.
É conhecido por ser um dos institutos pioneiros nos estudos eugênicos na Alemanha de Weimar com fundos doados pela Fundação Rockefeller. Teve entre seus membros um dos principais eugenistas alemães, o antropólogo Eugen Fischer.

## Sociedade Kaiser Wilhelm
A Sociedade Kaiser Wilhelm foi fundada em 1911. Seu primeiro diretor foi Fritz Haber, chefe do Instituto Kaiser Wilhelm de Química Física e Eletroquímica. Em 1948 diversos institutos da KWG passaram a pertencer à Sociedade Max Planck. Adolf von Harnack foi até 1930 o primeiro presidente da sociedade por ele sugerida. Max Planck a presidiu, de 1930 a 1936. Seguiram-se então o chefe da IG Farben Carl Bosch (1937–1940) e o industrial do aço Albert Vögler (1941–1945). O grêmio administrativo da KWG foi o senado; consultar a Lista dos Senadores da Sociedade Kaiser Wilhelm.

## Institutos Kaiser Wilhelm
Os diversos Institutos Kaiser Wilhelm (em alemão: Kaiser-Wilhelm-Institute), abreviadamente IKW, são apresentados na ordem de seus anos de fundação.